# یحیی امام
یحیی امام (عربی: يحيى إمام؛ ژوئن ۱۹۱۹) بازیکن فوتبال اهل مصر بود.
از باشگاه‌هایی که در آن بازی کرده‌است می‌توان به باشگاه ورزشی زمالک و تیم ملی فوتبال مصر اشاره کرد.
وی همچنین در تیم ملی فوتبال مصر بازی کرده‌است.